# Liste der Bodendenkmäler in Selb
Auf dieser Seite sind die Bodendenkmäler in der oberfränkischen Großen Kreisstadt Selb zusammengestellt. Diese Tabelle ist eine Teilliste der Liste der Bodendenkmäler in Bayern. Grundlage ist die Bayerische Denkmalliste, die auf Basis des Bayerischen Denkmalschutzgesetzes vom 1. Oktober 1973 erstmals erstellt wurde und seither durch das Bayerische Landesamt für Denkmalpflege geführt wird. Die folgenden Angaben ersetzen nicht die rechtsverbindliche Auskunft der Denkmalschutzbehörde.

## Bodendenkmäler der Gemeinde Selb

### Bodendenkmäler in der Gemarkung Lauterbach
| Lage                  | Objekt                                                          | Akten-Nr.     | Bild |
| --------------------- | --------------------------------------------------------------- | ------------- | ---- |
| Lauterbach (Standort) | Ein mittelalterlicher Turmhügel. Siehe auch: Turmhügel Wildenau | D-4-5739-0001 |      |

### Bodendenkmäler in der Gemarkung Längenau
| Lage                | Objekt                                     | Akten-Nr.     | Bild |
| ------------------- | ------------------------------------------ | ------------- | ---- |
| Längenau (Standort) | Ein vermutlich mittelalterlicher Wachturm. | D-4-5839-0002 |      |

### Bodendenkmäler in der Gemarkung Mühlbach
| Lage                | Objekt                                  | Akten-Nr.     | Bild |
| ------------------- | --------------------------------------- | ------------- | ---- |
| Mühlbach (Standort) | Freilandstation des Spätpaläolithikums. | D-4-5839-0012 |      |

### Bodendenkmäler in der Gemarkung Oberweißenbach
| Lage                      | Objekt                                                                   | Akten-Nr.     | Bild |
| ------------------------- | ------------------------------------------------------------------------ | ------------- | ---- |
| Oberweißenbach (Standort) | Ein mittelalterlicher Turmhügel. Siehe auch: Turmhügel Oberweißenbach II | D-4-5838-0006 |      |
| Oberweißenbach (Standort) | Turmhügel des Mittelalters. Siehe auch: Turmhügel Oberweißenbach I       | D-4-5838-0007 |      |
| Oberweißenbach (Standort) | Burgstall des Mittelalters. Siehe auch: Burgstall Oberweißenbach         | D-4-5838-0008 |      |

### Bodendenkmäler in der Gemarkung Selb
| Lage            | Objekt | Akten-Nr.     | Bild |
| --------------- | --- | ------------- | ---- |
| Selb (Standort) | Mittelalterliche und frühneuzeitliche Befunde im Bereich der neuzeitlichen evangelisch-lutherischen Stadtkirche St. Andreas von Selb sowie Körpergräber des Mittelalters und der frühen Neuzeit. Siehe auch: St. Andreas (Selb) | D-4-5838-0029 |      |
| Selb (Standort) | Untertägige Siedlungsteile des Mittelalters und der frühen Neuzeit im Bereich der Altstadt von Selb. | D-4-5838-0030 |      |

### Bodendenkmäler in der Gemarkung Vielitz
| Lage               | Objekt                                                         | Akten-Nr.     | Bild |
| ------------------ | -------------------------------------------------------------- | ------------- | ---- |
| Vielitz (Standort) | Ein mittelalterlicher Turmhügel. Siehe auch: Turmhügel Vielitz | D-4-5838-0016 |      |